# Heligmomerus deserti
Heligmomerus deserti is een spinnensoort uit de familie van de valdeurspinnen (Idiopidae).
De wetenschappelijke naam van de soort werd in 1901 gepubliceerd door Reginald Innes Pocock.